# Волка (Дзержинский район)
Во́лка (бел. Воўка), иногда в русском языке встречается название Во́вка — деревня в Боровском сельсовете Дзержинского района Минской области. Расположена в 13 километрах на юго-запад от Дзержинска, в 15 километрах от железнодорожной станции Койданово на линии Минск—Барановичи и 48 километрах от Минска.

## Топоним
Названия Волка, Волки́, Волко́вичи, Во́лково, Волко́вщина являются производными от кличек и фамилий Волк, Волкович, Волков и от названия животного.

## История
Известна со 2-й половины XVI века. В 1588 году в селе 10 волок земли, находилась в Рубежевичской волости Минского повета ВКЛ и была владением Радзивиллов. После 2-го раздела Речи Посполитой находилась в составе Российской империи. В 1800 году в деревне 18 дворов и 95 жителей, владение Д.Радзивилла.
В середине XIX — начале XX века находилась в составе Койдановской, а затем в Великосельской волости Минского уезда Минской губернии. В 1858 году в Волке проживали 64 жителя мужского пола, а деревня была в составе имения Рудица во владении Л.Дыбовского. В 1870 году относилась в Боровской сельской общине. В 1897 году — 38 дворов, 231 житель. В 1917 году — 49 дворов, 288 жителей.
С 9 марта 1918 года в составе провозглашённой Белорусской Народной Республики, однако фактически находилась под контролем германской военной администрации. С 1 января 1919 года в составе Советской Социалистической Республики Белоруссия, а с 27 февраля того же года в составе Литовско-Белорусской ССР, летом 1919 года деревня была занята польскими войсками, после подписания рижского мира — в составе Белорусской ССР. 
С 20 августа 1924 года в составе Боровского сельсовета (который с 23 марта 1932 года по 14 мая 1936 года являлся национальным польским сельсоветом) Койдановского района (с 29 июня 1932 года — Дзержинского) Минского округа, с 20 февраля 1938 года — в составе Минской области, с 31 июля 1937 года по 4 февраля 1939 года в составе Минского района. В 1926 году — 47 дворов, 263 жителя. В годы коллективизации был создан колхоз. В 1940 году — 35 дворов, 147 жителей.
В Великую Отечественную войну, с 28 июня 1941 года по 6 июля 1944 года деревня находилась под немецко-фашистской оккупацией. В июне—июле 1941 года здесь происходили тяжёлые бои, которые легли в основу сценария фильма по роману И.Ф. Стаднюка «Человек не сдаётся». В годы войны деревня была сожжена оккупантами. На фронте погибли 10 жителей деревни. 
После войны деревня была восстановлена. В 1960 году — 148 жителей. Волка входила в состав колхоза имени Горького (центр — д. Боровое. С 1991 года, деревня в составе независимой Республики Беларусь, где проживали 78 жителей, насчитывался 31 двор. С 2003 года в составе СПК «Боровое-2003». По состоянию на 2009 год в деревне есть сельский клуб, производственная бригада.

## Население
| Численность населения (по годам) | Численность населения (по годам) | Численность населения (по годам) | Численность населения (по годам) | Численность населения (по годам) | Численность населения (по годам) | Численность населения (по годам) | Численность населения (по годам) | Численность населения (по годам) | Численность населения (по годам) |
| 1800                             | 1897                             | 1909                             | 1917                             | 1926                             | 1940                             | 1960                             | 1991                             | 1996                             | 1999                             |
| -------------------------------- | -------------------------------- | -------------------------------- | -------------------------------- | -------------------------------- | -------------------------------- | -------------------------------- | -------------------------------- | -------------------------------- | -------------------------------- |
| 95                               | ↗231                             | ↗264                             | ↗288                             | ↘263                             | ↘147                             | ↗148                             | ↘78                              | ↘69                              | ↘48                              |
| 2004                             | 2009                             | 2017                             | 2018                             | 2020                             | 2021                             | 2022                             |                                  |                                  |                                  |
| ↗50                              | ↘41                              | ↘25                              | ↘17                              | ↘15                              | ↘14                              | ↗17                              |                                  |                                  |                                  |

## Достопримечательности
На юго-восточной окраине деревни расположена братская могила советских воинов, где похоронены 47 воинов 108-й стрелковой дивизии 3-й армии, которые погибли здесь в боях против немецко-фашистских захватчиков. В 1975 году на могиле был установлен обелиск, рядом также расположен камень с надписью в память о боях.